# 地球だい好き 環境新時代
『地球だい好き 環境新時代』（ちきゅうだいすき かんきょうしんじだい）は、NHK総合テレビで放送された環境情報番組である。字幕放送、ハイビジョン制作である。

## 概要
NHKでは共同通信社、全国各地の地方新聞社との提携で、「地球だい好き 環境キャンペーン」活動を実施しているが、その連動番組として2003年4月から放送を開始した。毎回各地のNHK放送局が製作を持ち回りで担当し、地域の身近な環境普及活動から企業、団体、自治体の環境に対する取組みをレポートする。またこれに連動する形で「環境フォト&メッセージ」の募集も行い、番組で紹介する。
2004年度は、「愛・地球博」（2005年日本国際博覧会）協賛番組として、「巨樹は語る」（名古屋放送局製作のドキュメンタリー）を毎月1回放映した。また2005年度は関連番組として、毎月最終週に「月刊やさい通信」を放送する。
この試みは2008年から「NHK地球エコ」に発展・拡大して継続されたが、2011年の東日本大震災発生以後は、大規模なキャンペーンの重きを「NHK東日本大震災プロジェクト」に置いており、環境の大規模なキャンペーンは縮小されつつあった。2021年には環境を含む持続可能な開発目標（SDGs）への取り組みを推進するための「未来へ 17アクション」のキャンペーンがスタートし、「フェニックス」（山下達郎）のアカペラ版がキャンペーンテーマソングとして使用されている

## 放送時間（2005年度）
- 本放送：毎週土曜日 11:00 - 11:29
衆議院・参議院選挙期間中は、政見放送のため休止の地域あり。
- 再放送：翌週日曜日 4:30 - 4:59

近畿地方での放送
近畿地方では、ローカル番組「ぐるっと関西プラス」が10:45 - 11:54に放送される関係で、毎週土曜日10:05 - 10:34（他地域より1週遅れの内容）に放送される。また大阪放送局の設備の都合上、地上デジタル放送でも4:3サイズでの放送となった。

## 司会
いずれも在籍時NHK放送センター局アナウンサー。
- 初代：松井治伸（2003年度）
- 2代目：内多勝康（2004年度）
- 3代目：山口勝（2005年度）

## 主題歌
山下達郎「フェニックス」